# Talmont-sur-Gironde
Talmont-sur-Gironde är en kommun i departementet Charente-Maritime i regionen Nouvelle-Aquitaine i sydvästra Frankrike. Kommunen ligger  i kantonen Cozes som ligger i arrondissementet Saintes. År 2022 hade Talmont-sur-Gironde 83 invånare.

## Befolkningsutveckling
Antalet invånare i kommunen Talmont-sur-Gironde
Referens:INSEE